# Giusto Gervasutti
Giusto Gervasutti (Cervignano del Friuli, 17 aprile 1909 – Mont Blanc du Tacul, 16 settembre 1946) è stato un alpinista italiano.
Soprannominato il Fortissimo, tra gli anni trenta e gli anni quaranta, fu uno degli alpinisti di punta all'interno del movimento europeo: instancabile esploratore di montagne e massicci in tutti i versanti delle Alpi (e non solo), si legò in cordata con i nomi più noti dell'epoca, realizzando nuove salite di pareti e cime che ancora oggi sono tenute in grande considerazione per la loro difficoltà. Trovò la morte durante un tentativo di scalata sul versante est del Mont Blanc du Tacul, presso il Pilastro Gervasutti, che da allora porta il suo nome.

## Biografia

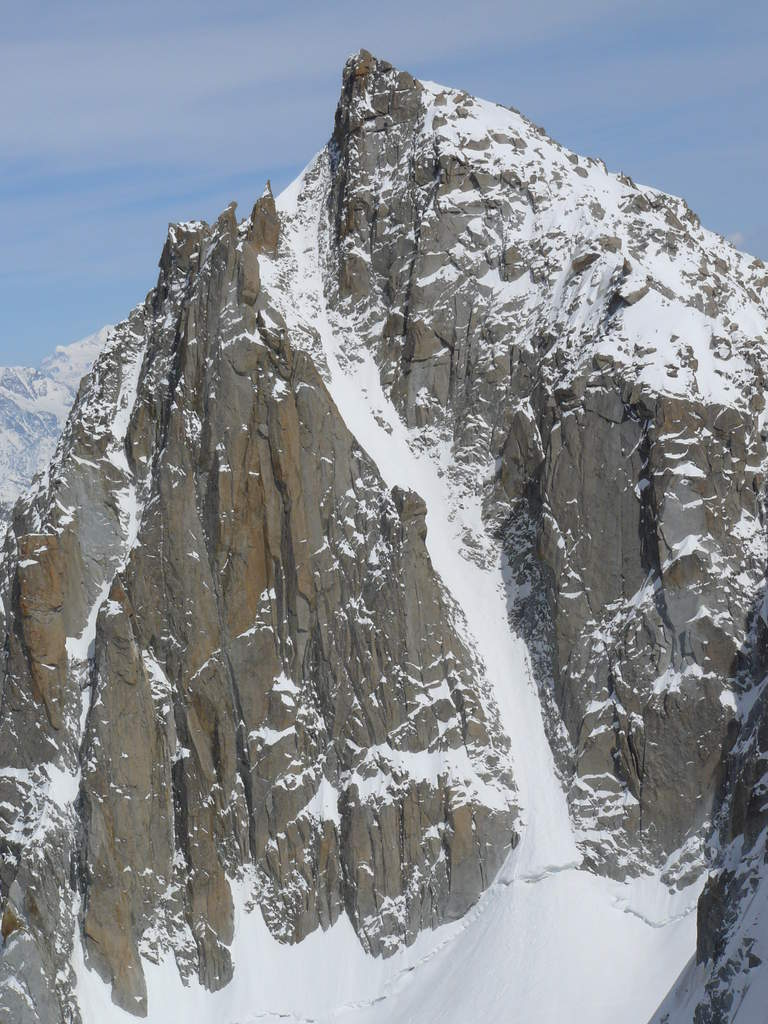
Il Couloir Gervasutti sulla parete ovest della Tour Ronde, salito per la prima volta da Gervasutti e Renato Chabod nel luglio 1934

Molti dati biografici su Giusto Gervasutti provengono dalla sua autobiografia pubblicata alla fine del 1945, pochi mesi prima della sua morte. Gervasutti affermava che si trasferì a Torino all'età di 22 anni per intraprendere gli studi universitari, e lì ebbe occasione di adattare alle Alpi Occidentali quelle eccezionali abilità scalatorie già sviluppate in ambiente dolomitico, sulle vette della Carnia.
Una biografia di Gervasutti scritta da Enrico Camanni precisa meglio e talora corregge alcuni di questi dati. Gervasutti, nato in una famiglia di modesti bottegai friulani, non si allontanò nei primi vent'anni della sua vita dal paese natale; lo lasciò per svolgere il servizio militare a Cuneo, come sottotenente nell’artiglieria da montagna. Si trasferì a Torino a 22 anni, dopo il servizio militare, per iscriversi all'Istituto tecnico industriale statale Amedeo Avogadro; ma abbandonò gli studi al primo anno per dedicarsi all'alpinismo e diventare in breve tempo il campione del CAI Torino. Gervasutti fu infatti uno dei primi veri alpinisti completi, abile e capace tanto nell'arrampicata su roccia, tanto nelle scalate d'alta montagna, su terreno misto e di ghiaccio.
Fu soprannominato "il fortissimo" dopo un articolo di un giornale torinese che, narrando del successo della sua squadra al Trofeo Mezzalama del 1933, lo descrisse come "fortissimo Gervasutti". L'aggettivo piacque agli amici che lo trovarono appropriato, e per sottolineare ancor di più la sua unicità presero a chiamarlo "il fortissimo".
Grazie alla sua polivalenza, realizzò scalate fino ad allora impensabili. La sua intelligenza e il suo spirito di innovazione, inoltre, lo portarono a precorrere quello che è oggi l'alpinismo moderno. Occorre difatti considerare che, prima di Gervasutti, la scuola alpinistica dolomitica e quella occidentale avevano seguito percorsi piuttosto divergenti: la prima tecnicamente più avanzata e incentrata sull'arrampicata di pareti di roccia poste a quote relativamente basse; la seconda più legata all'ambiente alpino d'alta quota, al ghiaccio e alle lisce pareti granitiche. Gervasutti concentrò buona parte della propria attività nell'ambito del massiccio del Monte Bianco.
Nel 1933 realizzò la prima ripetizione della cresta sud dell'Aiguille Noire de Peuterey, nel gruppo del Monte Bianco. Nel Massiccio degli Écrins, in Francia, scalò nel 1934 la spettacolare parete nord-ovest del Pic d'Olan insieme a Lucien Devies. Quello stesso anno si recò in Cile sulle Ande, giungendo in vetta a inviolate cime sopra i 5.000 m di quota. Nel 1935 realizza la prima ascensione del Pic Adolphe con Gabriele Boccalatte, Ninì Pietrasanta e Renato Chabod. Sempre nel 1935, insieme a Lucien Devies, fa sua la cresta sud del Pic Gaspard e, nel 1936, la parete nord-ovest dell'Ailefroide Occidentale. Di quest'ultima salita è famosa la vicenda che evidenzia l'indomita volontà del "Fortissimo". Durante l'avvicinamento di notte, nell'attraversare un canalino di pietre e neve, per evitare un masso instabile, cade rompendosi una costola, il labbro e tre denti. Nonostante l'incidente e il dolore delle ferite decide di portare comunque a termine la scalata, che durerà altre 56 ore.
Tornato a operare in zona Monte Bianco, nel 1938 in cordata con l'alpinista Gabriele Boccalatte salì il difficile pilastro sud-ovest del Picco Gugliermina mentre con Paolo Bollini, nel 1940, affrontò direttamente la parete sud del Monte Bianco per il Pilone Nord del Freney.
Partecipò inoltre alla "sfida" per la salita alla parete nord delle Grandes Jorasses, impresa non ancora riuscita ad alcuno dei grandi alpinisti dell'epoca, ma venne preceduto da Martin Meier e Rudolf Peters (1935) per quanto riguarda la Punta Croz e successivamente da Riccardo Cassin, Luigi Esposito e Ugo Tizzoni (1938) sullo Sperone Walker. Nel 1942 Gervasutti, insieme a Giuseppe Gagliardone, tracciò una temeraria linea sulla ripida, ghiacciata e selvaggia parete est delle Grandes Jorasses, e iscrisse definitivamente il proprio nome nell'olimpo dei più forti alpinisti di sempre. Nell'agosto del 1944 Gervasutti e Gigi Panei aprono una nuova via sulla inviolata parete sud del Pic Adolphe.

### La scomparsa sul Monte Bianco

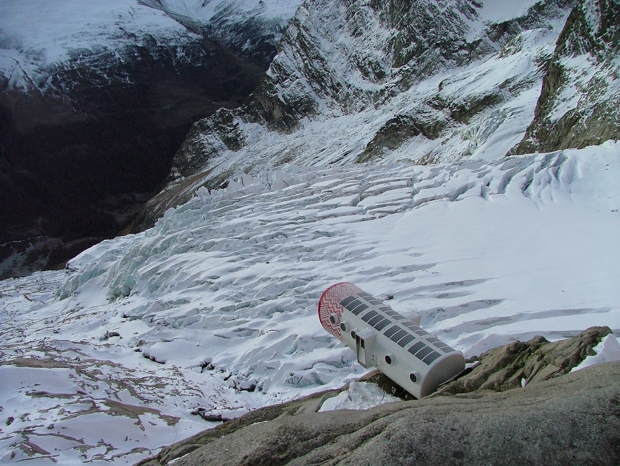
il Bivacco Giusto Gervasutti al Fréboudze sul massiccio del Monte Bianco

Morì il 16 settembre 1946, durante una scalata al Mont Blanc du Tacul insieme a Giuseppe Gagliardone. I due si stavano ritirando a causa del maltempo e Gervasutti, a causa di una corda doppia incastrata, mentre risaliva un tratto improvvisamente cadde.
A Cervignano del Friuli è ricordato con un monumento dedicatogli dal locale C.A.I. e da una via a lui intitolata. A lui sono intitolati anche due bivacchi alpini uno presso il monte Bianco, il Bivacco Giusto Gervasutti al Fréboudze, e l'altro presso la Cima Cadin degli Elmi, il Bivacco Giusto Gervasutti alla Forcella Spé.

## Salite sulle Alpi

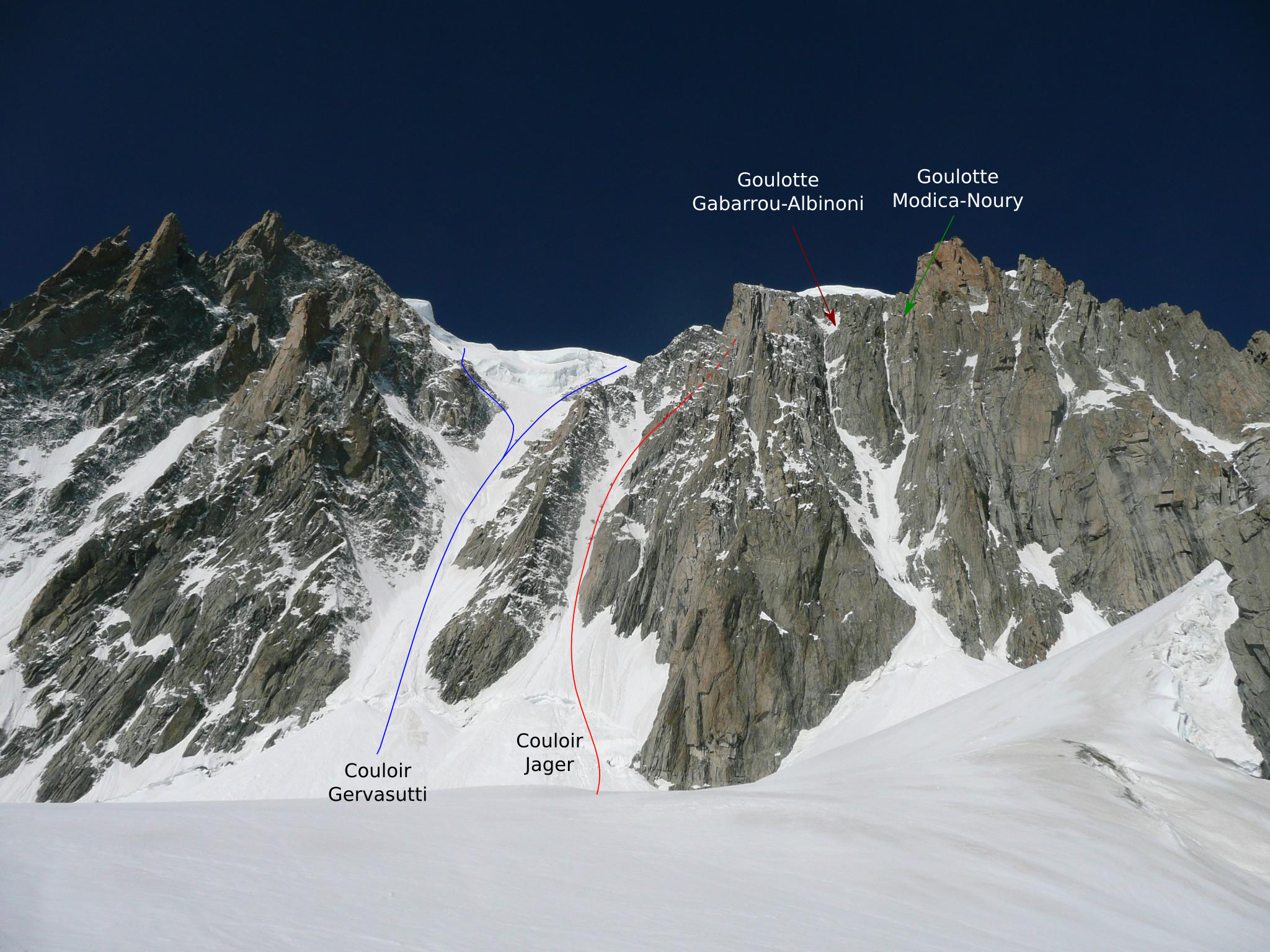
Il Couloir Gervasutti sulla parete est del Mont Blanc du Tacul, salito per la prima volta da Gervasutti e Renato Chabod nell'agosto 1934

Nel seguente elenco sono riportate alcune delle salite più significative di Giusto Gervasutti sulle Alpi.
- Sperone Est-nord-est - Cima di Valbona - (Masino-Bregaglia) - 15 giugno 1933 - Prima salita con Renato Chabod e Alfredo Corti. 400 m/D+
- Cresta Sud - Aiguille Noire de Peuterey - 2-3 agosto 1933 - Seconda salita con Piero Zanetti[11]
- Parete Ovest e cresta Sud-ovest - Torre Re Alberto (Masino-Bregaglia) - 6 ottobre 1933 - Prima salita con Aldo Bonacossa (a detta dei primi salitori, sulla non proteggibile placca sommitale, Gervasutti superò il più difficile passaggio della sua carriera - VI)
- Couloir Gervasutti - Tour Ronde - 27 luglio 1934 - Prima salita con Renato Chabod, 300 m/AD parete ovest[12]
- Couloir Gervasutti - Mont Blanc du Tacul - 13 agosto 1934 - Prima salita con Renato Chabod. 700 m D-[13][14]
- Parete Nord-Ovest - Pic d'Olan - 23-24 agosto 1934 - Prima salita con Lucien Devies, 1100 m/TD[15]
- Spigolo Sud - Punta Allievi (Masino-Bregaglia) - 16 settembre 1934 - Prima salita con Carlo Negri e Aldo Bonacossa, 500 m/TD
- Spigolo Ovest - Pic Adolphe - 16 luglio 1935 - Prima salita con Gabriele Boccalatte, Nini Pietrasanta, Renato Chabod (anche prima ascensione del Pic Adolphe)[16]
- Cresta Sud - Pic Gaspard - 30-31 agosto 1935 - Prima salita con Lucien Devies, 700 m/TD[17]
- Via Devies-Gervasutti - Ailefroide Occidentale - 23-24 luglio 1936 - Prima salita con Lucien Devies, 1050 m/TD+ parete nord-ovest[18]
- Via Gervasutti-Boccalatte - Punta Gugliermina - 17-18 agosto 1938 - Prima salita con Gabriele Boccalatte, 600 m/V+ Spigolo sud-ovest[19]
- Via Bollini-Gervasutti - Monte Bianco/Pilone Nord del Freney - 13 agosto 1940 - Prima salita con Paolo Bollini della Predosa, 700 m/TD[20]
- Via Gervasutti - Grandes Jorasses - 16-17 agosto 1942 - Prima salita con Giuseppe Gagliardone, 550 m/ED, parete est[21]
- Via Gervasutti - Pic Adolphe - agosto 1944 - Prima salita con Gigi Panei, 250 m/TD+ Parete sud[22]
- Via Gervasutti - Petit Capucin - 16 agosto 1946 - Prima salita con Carlo Arnoldi e Giuseppe Gagliardone, 250 m/V+ parete est[23]

## Opere

### Libri di Giusto Gervasutti
- Giusto Gervasutti, Scalate nelle Alpi, CDA & Vivalda, 2005  [1945], ISBN 978-88-7480-064-3.
- Renato Chabod e Giusto Gervasutti, Alpinismo, Roma, C.A.I, Sede centrale, 1935.

## Filmografia
- Giorgio Gregorio, Giusto Gervasutti il solitario signore delle pareti, su YouTube, Regione Autonoma Friuli Venezia Giulia, 2009. Realizzato in occasione dei cent'anni dalla nascita di Gervasutti[24].